# Max Prieto
Maximiliano Prieto Sánchez – noto come Max Prieto – (Guadalajara, 28 marzo 1919 – Guadalajara, 30 maggio 1998) è stato un calciatore messicano, di ruolo centrocampista.

## Carriera
Con la Nazionale messicana ha preso parte ai Mondiali 1950.